# Liste der Monuments historiques in Knœrsheim
Die Liste der Monuments historiques in Knœrsheim führt die Monuments historiques in der französischen Gemeinde Knœrsheim auf.

## Liste der Bauwerke
| Bezeichnung   | Beschreibung              | Standort                                                     | Kennzeichnung | Schutzstatus | Datum | Bild |
| ------------- | ------------------------- | ------------------------------------------------------------ | ------------- | ------------ | ----- | ---- |
| Napoleonsbank | Ruhebank; Sandstein, 1854 | östlich des Ortes an der D 68 (Lage)                         | PA00084759    | Inscrit      | 1988  |      |
| Napoleonsbank | Ruhebank; Sandstein, 1854 | westlich des Ortes an der Kreuzung von D 68 und D 112 (Lage) | PA00084760    | Inscrit      | 1988  |      |